# Tréclun
Tréclun ist eine französische Gemeinde mit 425 Einwohnern (Stand: 1. Januar 2022) im Département Côte-d’Or in der Region Bourgogne-Franche-Comté. Sie gehört zum Arrondissement Dijon und zum Kanton Auxonne. Die Einwohner werden Tiliniens genannt.

## Geographie
Tréclun liegt etwa 24 Kilometer ostsüdöstlich von Dijon am Fluss Tille und seinem Zufluss Arnison. Umgeben wird Tréclun von den Nachbargemeinden Soirans im Norden und Nordosten, Champdôtre im Süden und Osten, Trouhans im Süden und Südwesten, Tart im Westen und Südwesten sowie Pluvet im Westen und Nordwesten.

## Bevölkerungsentwicklung
| Jahr                       | 1962 | 1968 | 1975 | 1982 | 1990 | 1999 | 2006 | 2013 | 2019 |
| Einwohner                  | 204  | 206  | 215  | 211  | 213  | 222  | 278  | 447  | 445  |
| Quellen: Cassini und INSEE |      |      |      |      |      |      |      |      |      |